# Philip Rosedale
Philip Rosedale (San Diego, 29 settembre 1968) è un imprenditore e fisico statunitense noto per essere il fondatore di Second Life e della software house californiana Linden Lab.

## Biografia
Nel 1995, Rosedale crea FreeVue, un software di videoconferenza innovativo per l'epoca, che viene acquisito l'anno successivo dalla nota azienda di Seattle RealNetworks, creatrice di RealAudio e RealMedia, di cui diventa contemporaneamente vicepresidente e chief technology officer. Tuttavia, soltanto un anno dopo, lascia entrambi gli incarichi per fondare Linden Lab a San Francisco. Con la creazione di Second Life, Rosedale realizza il sogno di dare vita a un immenso mondo virtuale 3D, online e con contenuti interamente generati dagli utenti. Lo stesso scenario era stato precedentemente immaginato nella letteratura di genere fantascientifico e cyberpunk. Second Life ottiene un enorme successo internazionale soprattutto nel biennio 2006-2007 e Rosedale riceve diversi riconoscimenti nel settore tecnologico, tra cui un Technology & Engineering Emmy Award per Linden Lab nel 2008. Nello stesso anno lascia l'incarico di CEO di Linden Lab, pur rimanendo nel consiglio di amministrazione. Dopo una nuova parentesi come CEO nel 2010, Rosedale esce definitivamente da Linden Lab per creare una nuova start-up, High Fidelity, operante nel settore della realtà virtuale.